# Galiy Adilbekovich Adilbekov
Galiy Adilbekovich Adilbekov (01.01.1908-21.10.1943) - oficial de tanques de carrera soviético, participante en Gran Guerra Patriótica, maestro de combate de tanques, Kazajo, Guardias Teniente coronel, otorgado: Medalla por la Defensa de Stalingrado (1943), dos veces Orden de la Bandera Roja (13.02.1942), el segundo - póstumamente (1943).

## Biografía
Nacido el 1 de enero de 1908 en la provincia de Semipalatinsk, el pueblo de Kyzyl-Kum, Belagash volost, Kazajo por nacionalidad. Cuando era niño, se convirtió en huérfano, un niño de la calle, se graduó de la escuela regional kazaja de tercer grado para adolescentes en 1925 en Oremburgo.

### Servicio en los años anteriores a la guerra
Durante su servicio, estuvo al mando de un pelotón de tanques de entrenamiento y de caballería, una compañía de tanques de entrenamiento y otra separada, y un batallón de tanques.
Galiy Adilbekovich se ofreció como voluntario para el Ejército Rojo en 1925. Pronto fue enviado a estudiar en una escuela militar. Habiéndose graduado con éxito en 1928, entre los primeros graduados, la Escuela Militar Unida de Asia Central (OSAVSH) que lleva el nombre de V. I. Lenin en Tashkent, se inscribió en el 43.º Regimiento de Caballería.
En 1928-1933. comandante de pelotón del 43.º regimiento de caballería, participó en 1930 en batallas en las arenas del Karakum, donde fue herido por primera vez. Fue herido en la cabeza, recibió una fractura de su brazo derecho. Después de curarse, regresó al servicio, en 1931 se sometió a un reentrenamiento en la Escuela Blindada de Oficiales Superiores de Leningrado.
Antes del comienzo de la Segunda Guerra Mundial, G. A. Adilbekov estudió en Moscú en la Academia Militar de Fuerzas Blindadas I. V. Stalin, dirigió una compañía de tanques. 'G.A.Adilbekov fue el único Kazajo que se graduó en esta academia.

### Gran Guerra Patria

#### 1941 año
Como parte del ejército activo desde el comienzo de la Segunda Guerra Mundial, el comandante de un batallón de tanques del 102.º regimiento de tanques, que la guerra encontró en el momento del rearme. Antes de la guerra, este regimiento formaba parte de la 51.ª División Panzer.
Al comienzo de las hostilidades, el regimiento no logró recibir tanques KV pesados a tiempo, por lo que siete tripulaciones fueron enviadas a Leningrado a la planta de Kirovsky. Ya el 8 de julio, el regimiento llega a la zona de concentración de Khomena, Zhukovo, al sureste de Nevel. Y un día después, sin cobertura aérea, bajo constante bombardeo, entró en la batalla de Vitebsk, la única de todas las unidades de la 51.ª División Panzer.
Después de varios ataques, los vehículos se retiraron de la batalla con una cantidad mínima de combustible. Luego tuvieron que enfrentarse a los tanques enemigos con los tanques casi vacíos, porque a la mañana siguiente comenzó la contraofensiva alemana. Inmediatamente después de las batallas del 102.º regimiento de tanques de Vitebsk, la 51.ª división de tanques a mediados de julio de 1941 se transformó en la 110.ª división de tanques y se transfirió al 31.er ejército.
En julio de 1941, Galiy Adilbekovich era el comandante del batallón de tanques de la 110a división de tanques. Un participante en las batallas cuando la división atacó a la 7.ª División Panzer alemana con el objetivo de llegar a Smolensk y liberar a los ejércitos rodeados. Después de que la división se reorganizó en las brigadas de tanques 141 y 142, desde finales de agosto hasta finales de octubre de 1941, el capitán G.A. Adilbekov estuvo al mando del primer batallón de tanques pesados y medianos de la 141 brigada de tanques.
En las batallas cerca de Vitebsk, Trubchevsky, en la región de Khutor-Mikhailovsky, realizó la primera hazaña conocida durante la guerra, pero recibió un premio por ello mientras ya estaba en las filas de la 121a Brigada de Tanques.
El 31 de agosto, a 18 km al oeste de Trubchevsk se desarrolló una batalla de tanques que duró hasta el 8 de septiembre. La 141.ª Brigada de Tanques y la 108.ª División Panzer soviéticas (unos 200 tanques) se enfrentaron a las fuerzas superiores del 47.º Panzerkorps de Guderian (más de 300 tanques). Los tanques de la 141.ª brigada entraron en batalla directamente desde los trenes, sin tener tiempo de dar media vuelta. Esto permitió restablecer la posición de las tropas del 13.º Ejército, reponerlo y, junto con el 3.º Ejército, volver a entrar en la batalla. Hasta mediados de septiembre, el enemigo fue detenido aquí y, junto con el 13.º y el 3.º ejércitos, fueron expulsados al río. A juzgar a una distancia de más de 40 km. Se liberaron 16 asentamientos. Luego, en agosto-septiembre de 1941, fue muy importante. Y a mediados de septiembre de 1941, el enemigo prácticamente no tenía contra qué luchar en estos lugares. Cada cuatro de los cinco tanques de Guderian fueron alcanzados. Y si tomó las ciudades de la región de Bryansk en 1-2 días, entonces la defensa de Trubchevsk, incluida la "caldera Trubchevsky", durará dos meses.
El coronel general Heinz Wilhelm Guderian escribe en su libro de memorias acerca de las batallas entre Pochep y Trubchevsk: "Aquí encontramos por primera vez una resistencia rusa fanática".
Como resultado de la contraofensiva, el frente resultó invertido, las batallas se desarrollaban en todas direcciones, el batallón de tanques de G. Adilbekov fue rodeado, pero continuó realizando la  misión de combate. Habiendo destruido la columna de tanques del enemigo, significativamente superado en número, el batallón aplastó la retaguardia del enemigo, sus unidades militares y su mano de obra. Saliendo del cerco con batallas, el comandante logró salvar todos sus tanques sin perder uno solo. Después de estas feroces batallas, casi toda la 141 brigada de tanques, en la que sirvió Galiy Adilbekovich, que estaba en constantes contraataques para contener la ofensiva alemana, quedó completamente desangrada y sus restos se fusionaron en la 121 brigada de tanques.
Desde finales de octubre de 1941 hasta febrero de 1942, el mayor GA Adilbekov fue el comandante del 121.º regimiento de tanques de la 121.º brigada de tanques del Frente Sudoeste.

#### 1942 año
Desde el 27 de marzo de 1942, el mayor Galiy Adilbekovich Adilbekov - comandante adjunto de la 121a brigada de tanques separada. Su compañero de armas Yakubovski I.I., el futuro Mariscal de la Unión Soviética, dos veces Héroe de la Unión Soviética, Comandante en Jefe de las Fuerzas Armadas Conjuntas de los Estados miembros del Pacto de Varsovia, escribió en sus memorias:
“Conocemos a Galiy Adilbekovich desde enero de 1942, cuando tuvimos la oportunidad de servir y luchar juntos en las filas de la 121.ª Brigada de Tanques. Poseía notables cualidades morales y de lucha: capacidad organizativa, fuerza de voluntad, no conocía el miedo en la lucha contra los nazis. Y al mismo tiempo, fue el hombre más modesto que se ganó a todos los soldados y oficiales. Él, un ex niño, un orfanato, se unió al ejército como voluntario en 1925. Después de graduarse de la escuela militar, participó en batallas con bandidos en las arenas del desierto de Karakum. Fue herido y regresó al servicio. Comenzó la Gran Guerra Patria como comandante de un batallón de tanques. En febrero de 1942 se le concedió la Orden de la Bandera Roja. El batallón liderado por él destruyó más de veinte tanques y vehículos blindados, diez cañones antitanques y varias compañías de infantería enemiga. El oficial nunca perdió la compostura en la batalla, supo infundir confianza en sus subordinados en la victoria, los agitó con su ejemplo personal de coraje y alto espíritu de soldado ". Aquí Ivan Ignatievich habló sobre las batallas de julio-septiembre-octubre de 1941 cerca de Vitebsk, Trubchevsky del frente de Bryansk.
En mayo-agosto de 1942, Galiy Adilbekovich estudió en Moscú en los cursos de formación académica avanzada para el personal de mando, después de lo cual participó en la formación de la 47a brigada de tanques (II f.).
Desde el 19.09. hasta el 21.10.1942 Teniente Coronel Adilbekov G.A. - Comandante de la 47.a brigada de tanques separada (II f.)
De las características del comando: "Durante la marcha de la brigada al frente, los tanques de G. Adilbekov en el área de la estación Morozovsky chocaron inesperadamente con el enemigo, pero pudieron agruparse y le infligieron un daño significativo."
Este episodio pertenece al período de la batalla de Stalingrado. Durante estas batallas, el tanque de Galiy Adilbekovich fue alcanzado, fue herido nuevamente, quemado en el tanque y sobrevivió. Fue galardonado con la medalla "Por la defensa de Stalingrado".

#### 1943 año
Desde finales de octubre de 1942 hasta el 21 de octubre de 1943, el teniente coronel de la Guardia GA Adilbekov fue el comandante del 47.º Regimiento de Tanques de la Guardia del avance. Héroe de la Unión Soviética, mayor general de las fuerzas de tanques, comandante del noveno cuerpo mecanizado Malygin K.A. recordó:
"Entre los regimientos de tanques, el 47.º Regimiento de Guardias del Teniente Coronel GA Adilbekov se convirtió inmediatamente en el mejor..."
Con el desarrollo de la operación ofensiva de primera línea Sumy-Priluky a fines del 21 de septiembre de 1943, el 47.º regimiento de tanques de guardias separados del avance de Galiy Adilbekovich como parte de las unidades avanzadas del tercer ejército de tanques de guardias del teniente general PS Rybalko, avanzando desde el norte y el noreste, se abrió paso hacia el Dnieper. Desde el 23 de septiembre, las tropas soviéticas han librado feroces batallas para mantener y expandir la cabeza de puente de Bukrin. Las batallas por la cabeza de puente de Bukrin pasaron a la historia como una de las operaciones más sangrientas de este tipo. En el terreno capturado en la margen derecha del Dnieper, estallaron batallas que iban creciendo en intensidad. En octubre de 1943, desde la cabeza de puente de Bukrinsky, las tropas soviéticas lanzaron una ofensiva dos veces para liberar Kiev, pero fue en vano. 21/10/1943 en la cabeza de puente de Bukrinsky durante el cruce del Dnieper y la liberación de Kiev, en Ucrania en la batalla que lidera un ataque de tanques, murió el teniente coronel de la Guardia G.A.Adilbekov. En el momento de su muerte, era el único representante de los pueblos de Asia Central en el rango de teniente coronel de la Guardia, el comandante de un regimiento de tanques de guardias separado.

## Familia
- Esposa: Adilbekova Menzhian Ilyasovna (de soltera Valieva, huérfana desde los 9 años) nacida en 1912 (aldea de Nazarovka, distrito de Slavgorod, territorio de Altái)
- Hijo: Alim Galievich Adilbekov
- Hija: Adilbekova Roza Galievna
- Hija adoptiva: Akhmadieva Farida Shakirovna

## Premios

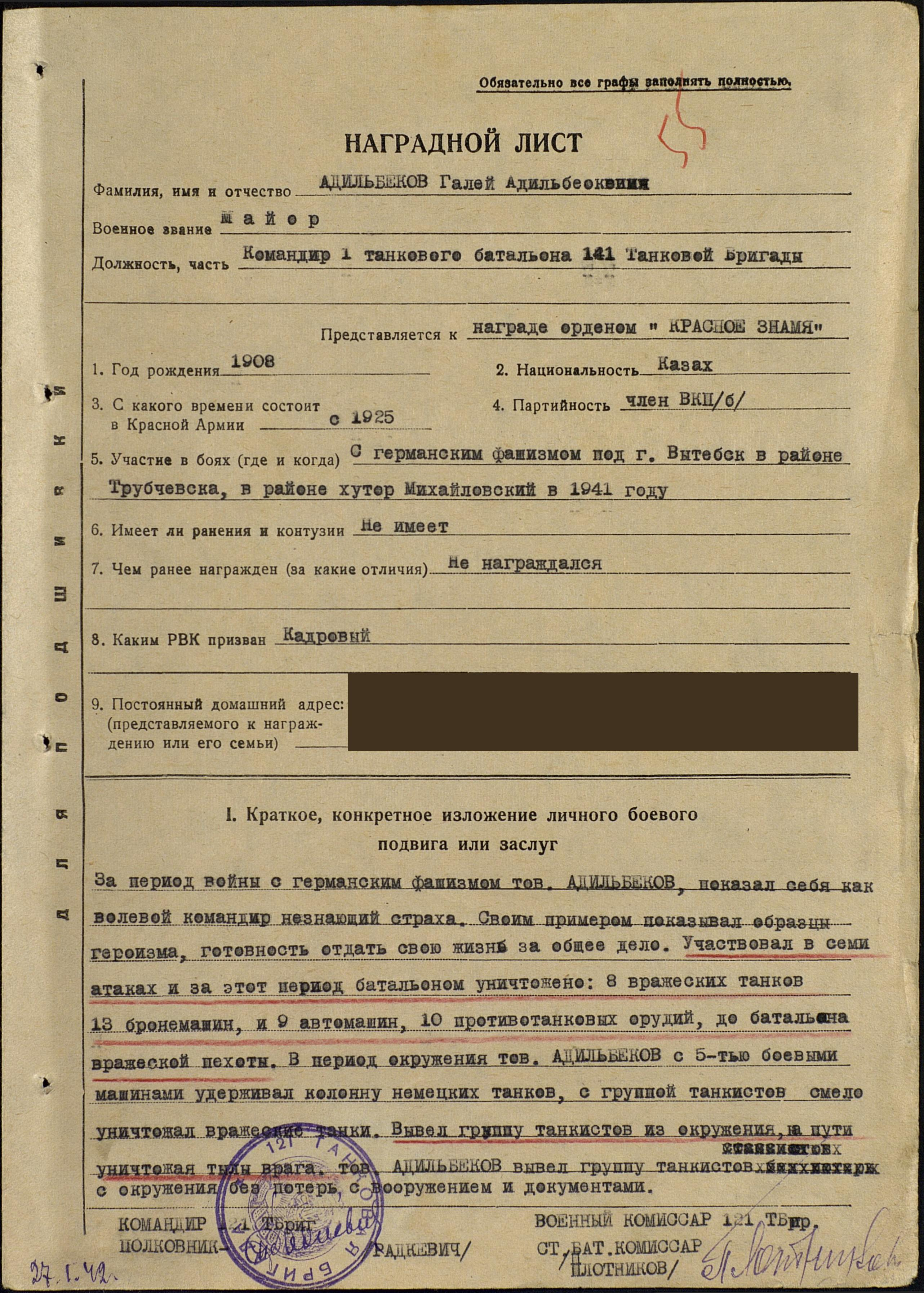
Adilbekov del 27 de enero de 1942

- Medalla por la Defensa de Stalingrado (julio de 1943)
- Orden de la Bandera Roja (13/02/1942)
- Orden de la Bandera Roja (póstumamente 1943)
- reloj de oro (septiembre de 1943)

## Memoria

### Museo - Ucrania
El teniente coronel de la guardia GA Adilbekov fue enterrado en una fosa común en el pueblo Lukovitsy del distrito de Pereyaslavsky de la región de Kiev en Ucrania. Se ha creado un museo de gloria militar en la escuela, donde se guarda cuidadosamente la memoria del comandante GA Adilbekov.
De la carta del maestro de escuela I.A. Veresotsky, que estaba recopilando materiales sobre las batallas por el cruce del Dnieper y la organización del museo de la gloria militar en la escuela:
“... Después de recibir la carta, estaba interrogando a los granjeros colectivos de la finca Lukovitsy y aclaré: su padre es bien conocido por los antiguos residentes de la finca. Con base en los materiales de los periódicos de primera línea publicados en ese momento, que ahora se exhiben en el museo, podemos informar lo siguiente: participando en la Gran Guerra Patriótica contra el fascismo alemán, desde sus primeros días, el teniente coronel Adilbekov mostró ejemplos de coraje, determinación y coraje. Independientemente de los peligros, siempre estuvo en las áreas más responsables y por su voluntad, decisión, ejemplo, logró el éxito en las batallas. Mientras cruzaba el Dnieper, el camarada Adilbekov murió heroicamente. El teniente coronel Adilbekov recibió póstumamente un alto premio del gobierno: la Orden de la Bandera Roja por su hábil liderazgo de las unidades de tanques, por su valentía y coraje personal ... "
Esta carta fue enviada a la hija de Adilbekov, Nikolai Aleksandrovich Veresotsky, el 30 de enero de 1960.
La segunda carta del escuadrón que lleva el nombre de Zoya Kosmodemyanskaya.
“El tanque en el que estaba tu padre entró primero en nuestra granja y lo liberó de los nazis. Te enviamos una foto de la tumba de tu padre ... ".

### Museo - Alma-Ata
En la casa de los oficiales del distrito en Almaty, en el museo creado por V.I. Panfilova, la hija del legendario comandante de la división, se dedica todo un stand a Galiy Adilbekovich.

## Trabajo de combate del comandante

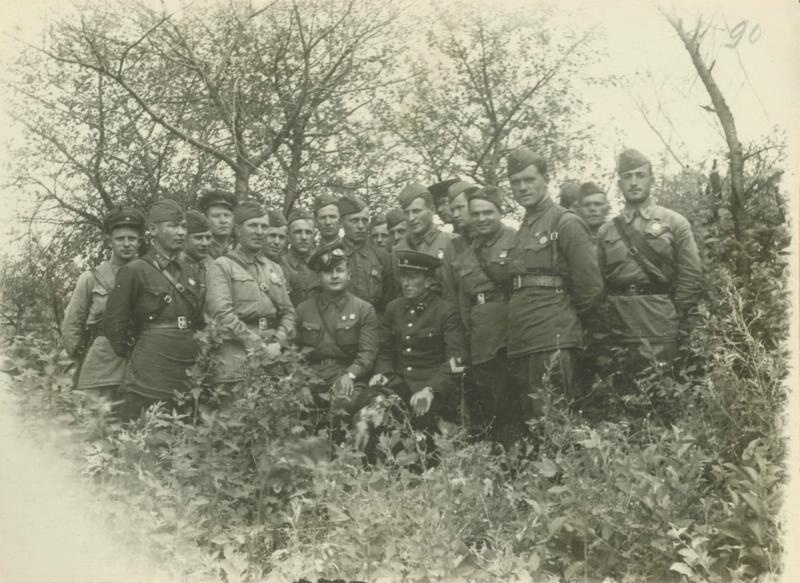
Comandantes de la 121.ª Brigada de Tanques; a la izquierda, el comandante adjunto de la brigada, mayor G.A. Adilbekov. Primavera de 1942
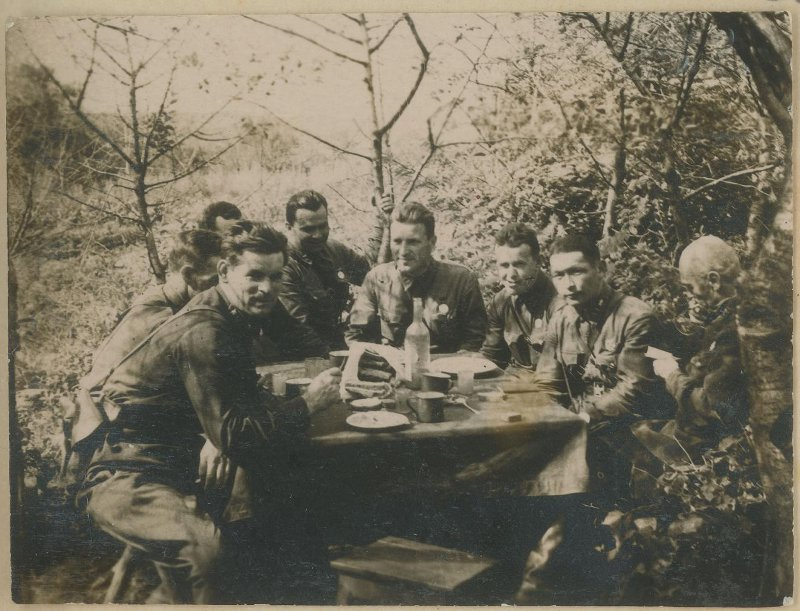
Subcomandante de la 121.ª Brigada de Tanques Galiy Adilbekovich Adilbekov - segundo desde la derecha
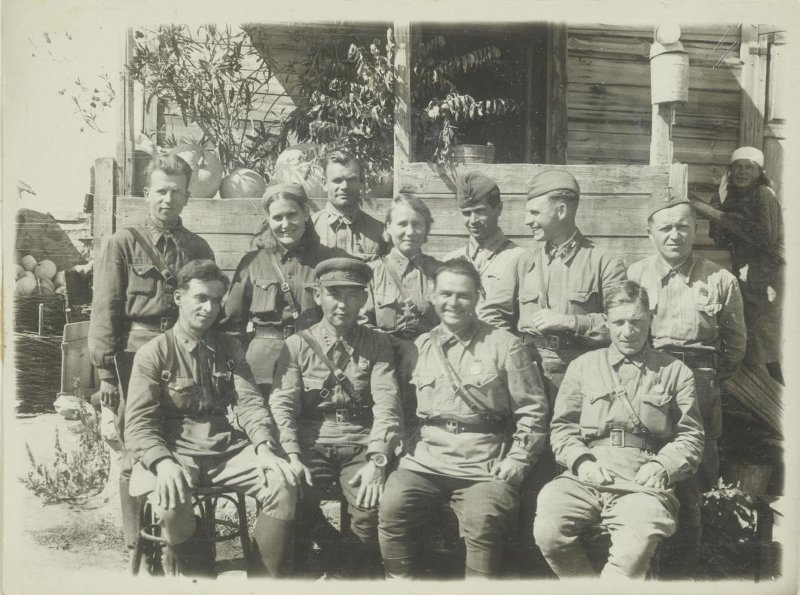
Subcomandante de brigada de la 121ª brigada. Teniente coronel G. A. Adilbekov con oficiales de tanques, segundo desde la izquierda, verano de 1942
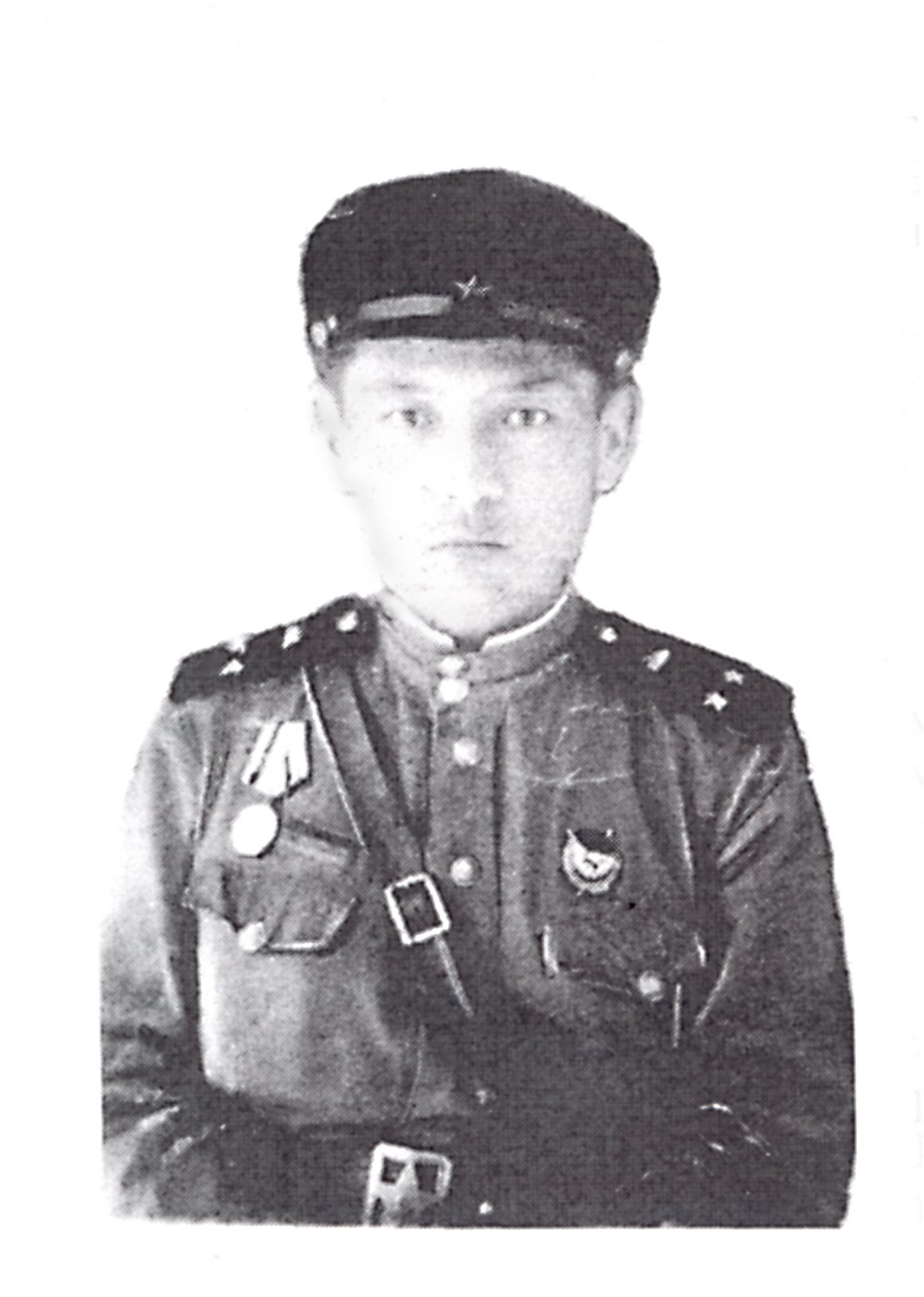
Teniente coronel de la guardia G. A. Adilbekov, comandante de la 47.ª brigada de tanques separada, última fotografía antes de su muerte, agosto-septiembre de 1943